# Spilosoma obscurascens
Spilosoma obscurascens là một loài bướm đêm thuộc phân họ Arctiinae, họ Erebidae.